# Capitu
Maria Capitolina de Pádua Santiago (Capitu, como é conhecida) é uma personagem do livro Dom Casmurro de Machado de Assis (1839-1908), publicado em 1899.
Capitu é a personagem mais discutida, a mais famosa de Machado. O escritor deixa o leitor numa eterna dúvida sobre o adultério da esposa de Bentinho. O romance abre um leque com opções a favor ou contra o fato. A personagem de Capitu deu origem a diversos estudos psicológicos e literários.
O ciumento Bento Santiago, o Bentinho e mais tarde Casmurro, seu esposo, conjecturava o caráter dela. Em suas palavras: “criatura de quatorze anos, alta, forte e cheia, apertada em um vestido de chita, meio desbotado. Os cabelos grossos, feitos em duas tranças, com as pontas atadas uma à outra, à moda do tempo, desciam-lhe pelas costas. Morena, olhos claros e grandes, nariz reto e comprido, tinha a boca fina e o queixo largo. As mãos, a despeito de alguns ofícios rudes, eram curadas com amor; não cheirava a sabões finos nem águas de toucador, mas com água do poço e sabão comum trazia-as sem mácula. Calçava sapatos de duraque, rasos e velhos, a que ela mesma dera alguns pontos”. Foi pelos olhos profundos e inexplicáveis, diferentes conforme as circunstâncias, que Capitu se consagrou, deixando na literatura brasileira uma marca inconfundível: "olhos de cigana oblíqua e dissimulada" ou "olhos de ressaca" (descrição influenciada pela opinião de sua mãe, tia e um agregado, que não desejavam o casamento), segundo o parecer do marido.

## Sinopse
O narrador constrói uma narrativa ambígua, fazendo com que o leitor ora duvide, ora acredite na inocência de Capitu, acusada de adultério pelo marido, ex-seminarista e advogado. O sacerdote e o jurisconsulto se unem para condenar a esposa, num tribunal de provas refutáveis e inconsistentes. O veredicto final fica por conta do leitor, mas é o próprio acusador que a absolve, na mesma medida que a condena: "Capitu era mais mulher do que eu homem". De fato, a grandeza de Capitu nos seduz e se torna um exemplo de força e coragem.
Capitu, conhecida por seus "olhos de ressaca" e Bentinho com sua insegurança em relação à ninfa (como a chama no primeiro beijo do casal), nos faz lembrar dos nossos próprios medos e receios. O livro propõe um questão: era ela inocente da acusação de traição?

## Julgamento
O assunto da 'culpa' ou 'inocência' de Capitu é fonte de permanente discussão. No romance, o foco narrativo está centrado em Bento Santiago, o Dom Casmurro, favorecendo, portanto sua visão de que ela seria, de fato, adúltera. A escritora Lygia Fagundes Telles, por exemplo, que chegou a publicar artigo demonstrando a culpa de Capitu, em 2009 declarou ter percebido, afinal, que Capitu era inocente. O debate em torno dessa personagem criada há mais de um século é uma demonstração da força criativa da ficção de Machado. Muito já se debateu sobre a personalidade de Capitu. Um grupo de estudantes de Direito brasileiros inocentou a personagem da acusação de adultério por "falta de provas".

## Adaptações
Adaptações para cinema: Capitu (1968) de Paulo César Saraceni, Dom (2003) de Moacyr Góes, Capitu e o Capítulo (2023) de Julio Bressane; para teatro: Criador e criatura - o encontro de Machado e Capitu (1999) de Flávio Aguiar e Ariclê Perez, Capitu (1999) de Marcus Vinícius Faustini; para ópera: Dom Casmurro (1992) de Ronaldo Miranda e Orlando Codá ; Microssérie para TV: Capitu (Rede Globo - 2008)
O compositor paulista Luiz Tatit compôs uma canção intitulada Capitu, gravada por Zélia Duncan e Ná Ozzetti que, apesar do título, refere-se a uma internauta que usa o nome de Capitu.